# ハーベイ・ボール
ハーベイ・ロス・ボール（Harvey Ross Ball, 1921年7月10日 - 2001年4月12日）はアメリカ合衆国の商業美術家で、スマイリーフェイスを発明（創作・著作）した人物。

## 生涯
ハーベイ・ボールはマサチューセッツ州ウースターに生まれ育った。高校生の時に地元の看板屋の見習いになり、後に Worcester Art Museum Schoolで美術を学んだ。
州兵として27年間服役し、第二次世界大戦中には沖縄戦にも従軍した。1973年に准将を引退し、陸軍予備軍として6年間服役した。1979年に大佐を引退した。第二次世界大戦後、地元の広告会社勤務を経て、1959年に自身の広告会社 Harvey Ball Advertising を設立して独立した。
スマイリーフェイスは1963年12月に発明された。マサチューセッツ州ウースターにあるステート生命保険の関連会社が、合併による士気の低下を防ぐ社内キャンペーンとして、ポスターやカード、バッジなどで使うデザインをボールに依頼した。ボールは10分足らずでスマイリーフェイスを完成させた。
スマイリーフェイスは1970年代初めにブームを巻き起こし、「モナ・リザ以来の笑顔」と評された。スマイリーフェイスでの収入はわずか45ドルだったが、ボールはスマイリーフェイスを商標登録せず、息子チャールズによればそれを後悔することもなかったという。
しかしその後「スマイル・ブーム」は世界規模となり、日本でも1970年（昭和45年）に米国の文具ショーを訪ねた文具メーカー等によって真似られ、日本に導入し「ニコニコ・マーク」「ラブ・ピース」として大流行が作られた。
その当時から、小学生からお年寄りまで知らない人はほとんどいない程に有名になっている。
そのような世界的な流行と人気は地元でも注目され1996年7月10日に故郷のウースター市で「スマイル」はハーベイ・ボールの創作・著作であると「公認」と「宣言」され、ウースター市は「スマイル・タウン」と名乗るようになった。
1998年2月28日にはウースター市の市制150周年式場にて知事であったジョン・ケリー（後にオバマ元大統領の国務長官を務める）が来賓として出席し、「スマイルはアメリカの文化であり誇りである。スマイルはハーベイ・ボールによって創作・著作された」と演説し、全米国民に強く印象付けた。
1999年9月1日にアメリカの「郵政公社」の70年代を代表するイメージとしても選出され「公式切手」になった。
そして世界中で「スマイルの生みの親」として認知された。
更に同年10月1日にはマサチューセッツ州の上下両院議員総会で同じ様な「公認」と「宣言」がされ、名実共に公的なものとなっている。

## 活動
その為ハーベイ・ボールはこれまでの方針を変更し「スマイルを世界平和の礎にする」為の「世界的な社会貢献事業をライフ・ワークにする」と決めた。
その資金獲得の為に日本の代理人と共同で「スマイル・ライセンス事業」を開始し「ライセンス」の供与を始めた。
その後、日本法人名義で国内700件以上、米国200件以上の登録商標を取得している。
著作権については1963年の創作・著作以来その権利を主張し続けている。
ハーベイ・ボールは2001年4月12日に死去し、その事は日本の大手新聞社や全世界の新聞で「スマイルの生みの親が死去」として報道された。
それによって、世界中で「スマイルはハーベイ・ボールの創作・著作である」という事が公認となった。
ハーベイ・ボールが死去した後、その息子でマサチューセッツ州弁護士であるチャールズ・ボールを会長として「ハーベイ・ボール・ワールド・スマイル財団」が設立され、ハーベイ・ボールの遺言に基づき、現在「スマイル商品化事業」を行い、その利益で財団運営と「ワールド・スマイル・デイ」等のイベント活動を行っている。
「ワールド・スマイル・デイ」はこれまで18年間継続して開催され、全世界に1億人の圧倒的な支持者がいる。